# 無線局（基幹放送局を除く。）の開設の根本的基準
無線局（基幹放送局を除く。）の開設の根本的基準（むせんきょく（きかんほうそうきょくをのぞく。）のかいせつのこんぽんてききじゅん、昭和25年9月11日電波監理委員会規則第12号）は、電波法に基づき、基幹放送局以外の無線局を開設する時の基準について規定する規則である。

## 構成
2024年（令和6年）12月20日現在
第1条 目的
第2条 用語の意義
第3条 電気通信業務用無線局
第4条 公共業務用無線局
第5条 漁業用海岸局
第5条の2 陸上移動中継局
第6条 実験試験局
第6条の2 アマチユア局
第6条の3 携帯局
第6条の3 地上一般放送局
第6条の4
第7条 簡易無線業務用無線局
第7条の2 特別業務の局
第7条の3
第8条 その他の一般無線局
第9条 優先順位
第10条 適用除外
拗音の表記は原文ママ

## 概要
本基準は、基幹放送局を除く無線局の免許申請がされた際に電波法第7条の審査を行う為の基準となるものである。第2条第1号の2にも「無線局（基幹放送局を除く。）の開設の免許に関する基本的方針」とある。
そのため、技術の進歩や社会情勢が変化しても頻繁には改正されない。
例えば、1953年（昭和28年）に航空関係の無線について他の郵政省令（当時）が改正された際にも本基準は改正されなかった。
条文としては、用語の変更にあたるものを除けばアマチュア局、携帯局、陸上移動中継局、地上一般放送局、特別業務の局が追加されたにとどまる。
なお、特定無線局（携帯電話端末、MCA無線の指令局や移動局など）を包括免許として開設するにあたっては、特定無線局の開設の根本的基準もあわせ適用される。

## 沿革
1950年（昭和25年）- 昭和25年電波監理委員会規則第12号 無線局（放送局を除く。）の開設の根本的基準として制定、当初の構成は次のとおり。
第1条 目的
第2条 用語の意義
第3条 公衆通信業務用無線局
第4条 公共業務用無線局
第5条 漁業用海岸局
第6条 実験局
第7条 簡易無線業務用無線局
第8条 その他の一般無線局
第9条 優先順位
第10条 適用除外
1952年（昭和27年）- 電波監理委員会廃止
- 電波法改正[2]により郵政省令となる。

1955年（昭和30年）- 昭和30年郵政省令第3号により一部改正
- 第6条の2 アマチユア局が追加された。

拗音の表記は原文ママ
1958年（昭和33年）- 昭和33年郵政省令第31号により一部改正
- 第6条の3 携帯局が追加された。

1982年（昭和57年）- 昭和57年郵政省令第63号により一部改正
- 第5条の2 陸上移動中継局が追加された。

1985年（昭和60年）- 昭和60年郵政省令第7号により一部改正
- 第3条が電気通信業務用無線局に改められた。

2001年（平成13年）- 中央省庁再編で郵政省廃止、総務省設置
- 中央省庁等改革のための郵政省関係省令の整備に関する省令[3]第13条により総務省令となる。

2008年（平成20年）- 平成20年総務省令第32号により一部改正
- 第6条が実験試験局に改められた。

2011年（平成23年）- 平成23年総務省令第63号により一部改正
- 表題が無線局（基幹放送局を除く。）の開設の根本的基準に改められた。

2012年（平成24年）- 平成24年総務省令第23号により一部改正
- 第6条の3及び第6条の4 地上一般放送局が追加された。

2020年（令和2年）- 令和2年総務省令第61号により一部改正
- 第7条の2及び第7条の3 特別業務の局が追加された。